# Spezzano Piccolo
Spezzano Piccolo (Spezzànu Pìcculu in calabrese) è una località di Casali del Manco di 2 053 abitanti della provincia di Cosenza. Ex comune autonomo, dal 5 maggio 2017  viene accorpato nel nuovo comune di Casali del Manco, nonostante l'esito contrario della consultazione popolare. L'ex comune di Spezzano Piccolo confinava con i comuni di Casole Bruzio, Longobucco, Pedace, San Giovanni in Fiore, Serra Pedace e Spezzano della Sila.

## Storia

Stemmma dell'ex comune

### Simboli
Lo stemma del comune di Spezzano Piccolo era stato concesso con decreto del presidente della Repubblica del 19 gennaio 1966.

## Monumenti e luoghi d'interesse

### Architetture religiose

#### Chiesa dell'Assunta
La chiesa dell'Assunta è la matrice di Spezzano Piccolo. 
La costruzione della chiesa risale all'anno 1400; venne successivamente rinnovata in stile barocco dopo un gravissimo terremoto nel 1783: lo ricorda un'iscrizione in marmo del 1792 posta su una delle pareti laterali presso il Fonte Battesimale.
Inizialmente, la chiesa era dedicata al culto di Santa Maria. In un secondo momento, dopo l'installazione della pala dell'altare maggiore contenente come tema l'Assunzione e l'Incoronazione della Vergine (opera di artisti locali), fu intitolata alla Beata Vergine Assunta in Cielo.
L'interno della chiesa è a navata unica ed è in stile settecentesco, con un soffitto ligneo decorato da pitture di Cristoforo Santanna (1779).
L'altare maggiore è dotato di un vestibolo ligneo anch'esso settecentesco e colonne con cimali e cornici decorate da artieri della stessa provincia.
Tele, dipinti e statue presenti sono:
- Quadro la Cena, opera di un artista meridionale, allievo di Pietro Negroni.
- Porta dipinta da Granata (1809) rappresentante figure degli evangelisti.
- Battistero in pietra.
- Accanto all'ingresso, piccolo frammento di affresco raffigurante un vescovo.
- La Presentazione al tempio (navata sinistra) dipinta da un anonimo pittore nel 1600.
- Statua dell'Addolorata.
- Tela secentesca di D. Russo rappresentante la Madonna del Carmine.
- Tela raffigurante la Porziuncola proveniente dalla chiesa dell'Immacolata.
- Statua dell'Ecce Homo.
- Composizione pittorica ad olio (su tela) che rappresenta l'Assunzione di Maria Vergine (opera del 1600). Sono presenti delle figure in basso e in alto gloria di angeli con la Madonna coronata da Cristo.
- Sulla parte destra della navata una nicchia del 1800 con una statua dell'Assunta; sul lato sinistro, una statua del Sacro Cuore.
- Dipinta da un anonimo nel 1600, una tela raffigurante la Madonna del Rosario con 15 immagini dei misteri.
- Dipinto che raffigura la Santissima Trinità con San Francesco e Caterina di Spagna (Pittore: Francesco Ricciuti - 1631)
- Dipinto sul soffitto ligneo l'Incoronazione della Vergine (1799), il Battesimo di Cristo e quattro ovali rappresentati le virtù cardinali (prudenza, giustizia, fortezza e temperanza).

Negli anni '80 è stato ricostruito il pavimento, oramai consumato, sotto il quale sono state rinvenute ossa umane, infatti il posto era prima chiamato "cimitero".
Sono stati eliminati altarini laterali che non avevano alcun valore artistico.
La facciata principale presenta un portale litico (restaurato intorno al 1790) con arco a tutto sesto e un rosone in pietra antica; ha una vetrata che rappresenta l'Annuncio dell'Angelo a Maria realizzato dall'architetto Michele Remorini.
L'accesso giornaliero alla chiesa è garantito da una porta laterale.
La torre campanaria è staccata dalla chiesa, risale all'anno 1400. Nel tempo ha subito varie modifiche ma conserva le bifore originarie. Si sviluppa in quattro livelli: al primo piano e al secondo si possono ammirare le finestre bifore; attraverso le quali si diffonde il suono delle campane poste all'interno; al terzo piano è presente su tutti i lati un orologio che segna le ore e annuncia, con un forte suono (simile a quello di una sirena), le più importanti della giornata:
1. Ore 8:00, quando si va a lavorare.
2. Ore 12:00, quando si pranza.
3. Ore 16:00, quando si smette di lavorare.

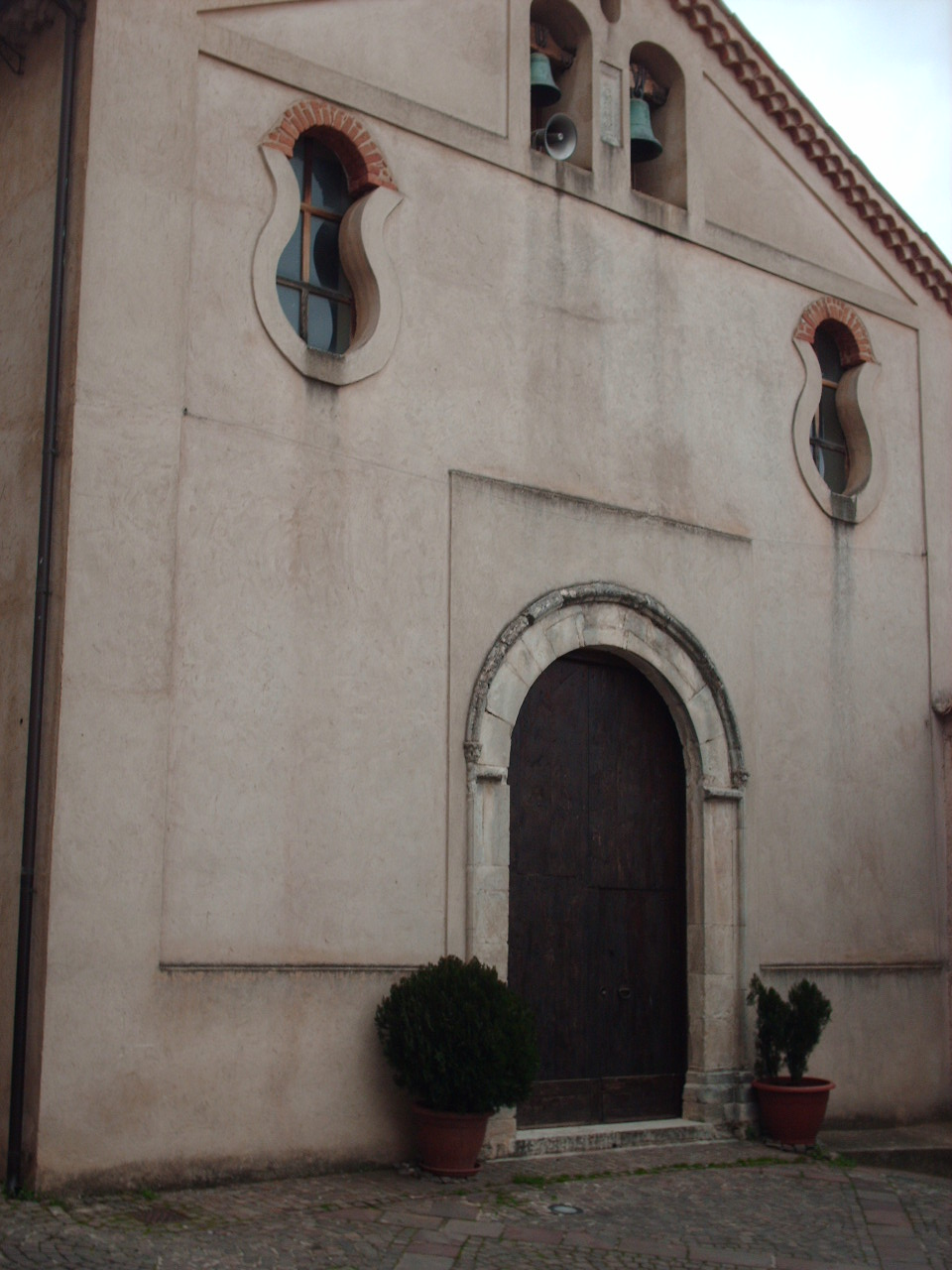
Chiesa dell'Immacolata

#### Chiesa dell'Immacolata
Ubicata nel centro storico di Spezzano Piccolo, la chiesa dell'Immacolata è una delle strutture religiose più significative e soprattutto più antiche del paese.
Costruita nel XV secolo, era in origine una chiesa conventuale dedicata al culto di santa Caterina; solo successivamente è stata dedicata al culto dell'Immacolata.
Venne adibita a Hospitalia, ovvero un luogo assistenziale sociale, spirituale e caritativo, creato per l'assistenza di poveri e per la cura dei pellegrini che andavano e tornavano dalla Terra santa tra la seconda metà del XVII secolo e la prima metà del secolo successivo.
La Chiesa passò di proprietà alla famiglia Spina.
La chiesa è caratterizzata dalla semplicità degli aspetti architettonici-compositivi.
Partendo dall'esterno, è presente una facciata intonacata e impreziosita da un grande portale d'ingresso con arco a tutto sesto in calcarenite con semplici modanature. In alto, sono presenti due finestre e una bifora centrale in prossimità del timpano del tetto. Il tetto è munito di romanelle che fungono anche da cornicione.
I restanti prospetti della chiesa si presentano semplicemente intonacati. 

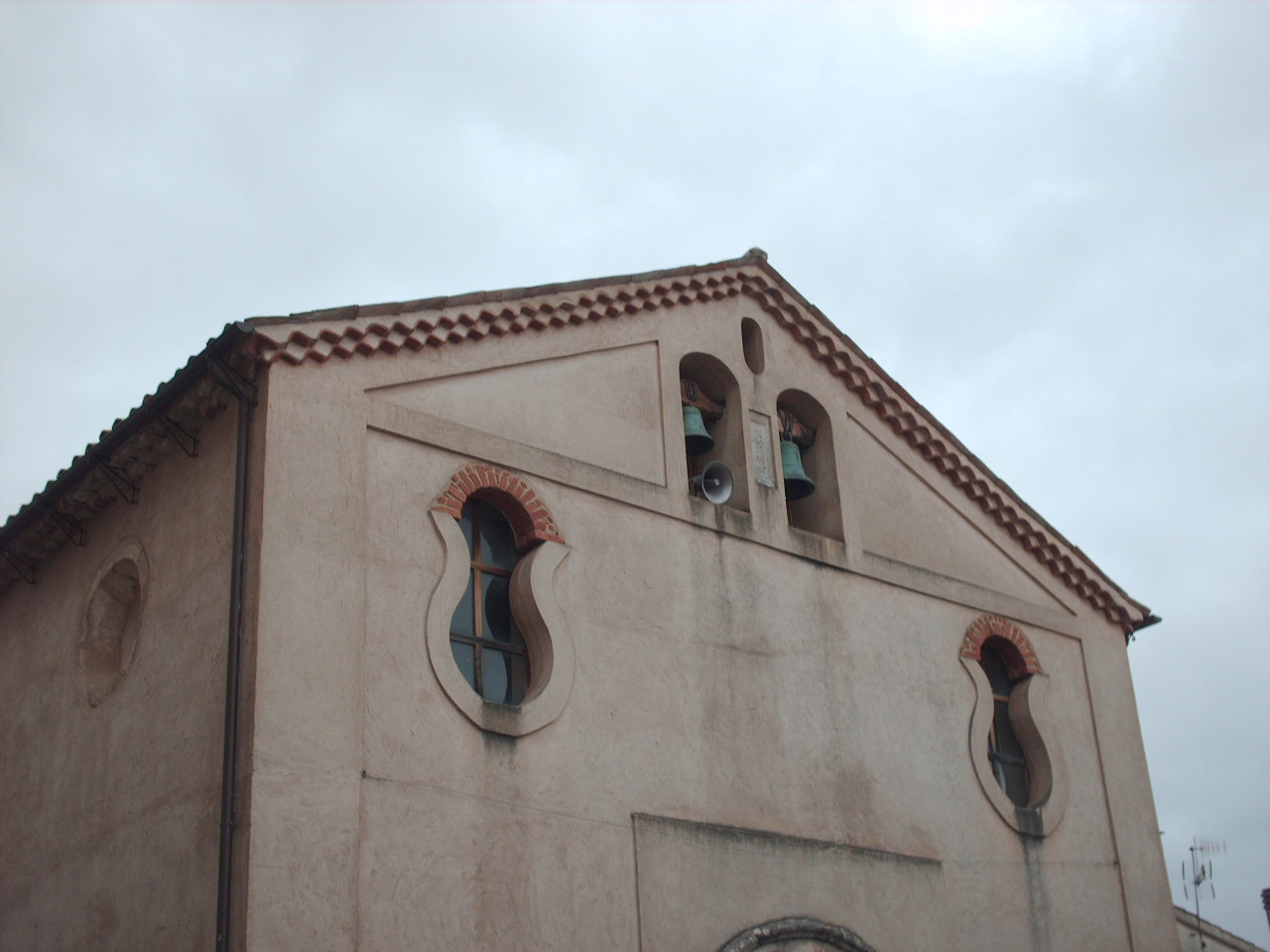
Chiesa dell'Immacolata

Lungo le due pareti laterali interne della chiesa è presente una decorazione a doppio ordine di cornici mistilinee aggettanti impostate su lesene con semicapitelli ionici.
Si fa ingresso all'abside attraverso un grande arco di trionfo a sesto acuto posto nella zona presbiteriale, rialzata da due gradini, a pianta quadrata e coperta da una volta a crociera costolonata, sede dell'altare maggiore (anche questo in calcarenite risalente al XVI secolo), decorato con i motivi del periodo (altari litici simili a quello della chiesa dell'Immacolata sono nella stessa provincia nella chiesa Matrice di Lappano, nella chiesa di San Gaetano, San Francesco a Dipignano e San Nicola a Pietrafitta).
In una nicchia è posta la statua di Sant'Antonio e sulla sinistra è esposta la statua dell'Immacolata.
I lavori di restauro della chiesa dell'Immacolata sono iniziati il 1º settembre del 1999. La chiesa dell'Immacolata è stata riportata al suo precedente stato con un intervento artistico-architettonico che mirava a ristabilire, per quanto possibile, l'unità compositiva originaria della chiesa.

##### Il restauro conservativo dell'altare maggiore
Tra gli interventi effettuati sono stati particolarmente rilevanti quelli relativi all'altare maggiore.
Il manufatto risale al XVI secolo, ed è un misto in muratura e calcarenite. È stato realizzato da maestranze della Val di Crati, che avevano già lavorato in tutta la città e nei suoi Casali insieme ai famosi "mastri scalpellini" roglianesi. In particolar modo, si dedicavano ai portali d'ingresso degli edifici religiosi.
L'altare si presentava in pessimo stato di conservazione. L'intera zona centrale mancava del suo rivestimento litico a partire dal punto d'imposta della nicchia a tutto sesto.
Era visibile la completa struttura muraria mista in conci di calcarenite, pietrame di ogni tipo e pezzatura, pezzi di laterizi, ciottoli, argilla, tenuta insieme da una malta ormai priva di resistenza e consistenza.

Più nel dettaglio, i conci lapidei presentavano un'alterazione cromatica artificiale: erano ricoperti da strati di colore azzurro, da scialbature biancastre e da patine di sporco (perlopiù nerastre). Tramite un esame macroscopico più ravvicinato è possibile rendersi conto delle varie lesioni e microfratture.

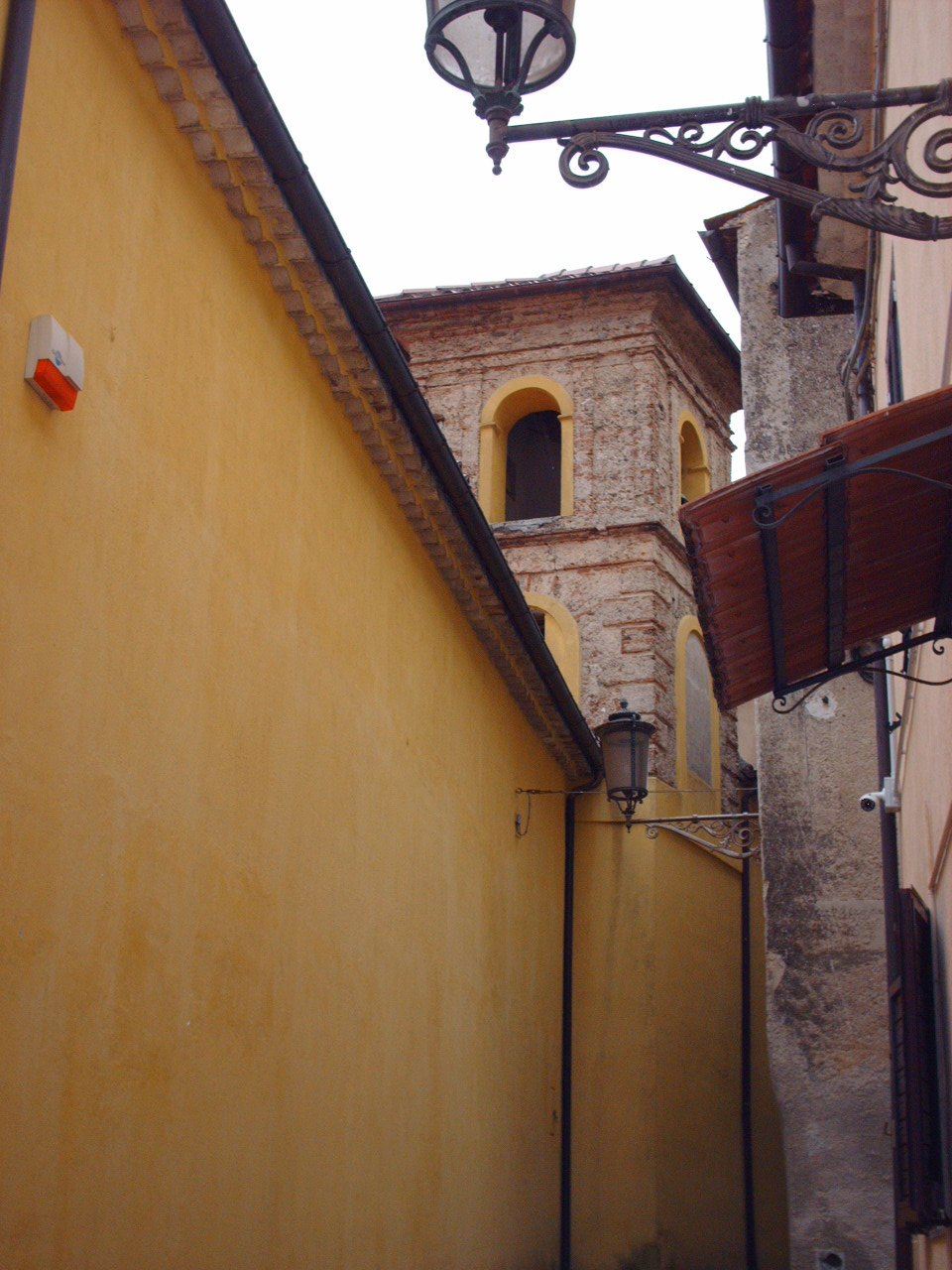
Chiesa dello Spirito Santo

#### Chiesa dello Spirito Santo
La chiesa dello Spirito Santo è stata probabilmente costruita intorno all'anno 1000; si trova a "Macchisi", rione nato circa in quell'anno.
L'unica facciata della chiesa è quella centrale che ha un coronamento a capanna. Si possono notare, inoltre, tre finestroni.
Il portale è stato costruito in legno di castagno da artigiani del luogo ed è archivoltato a tutto sesto.
L'interno della chiesa è stato completamente restaurato e si presenta con un'unica navata.
La Navata centrale inizia con un'arcata in tufo originale, materiale utilizzato anche per i pavimenti della stessa navata.
L'intera abside è contornata con la rappresentazione dell'Annunciazione. L'altare ha due capitelli e la cupola è a forma circolare. Un artigiano del luogo ha costruito il leggio e la mensa in ferro battuto.  Sulla parte sinistra della navata è presente un altare dedicato a Santa Lucia mentre nella parte destra è presente un altare con la rappresentazione della fuga in Egitto, dipinta dal pittore Cristoforo Santanna.
Anche lo stesso soffitto (ligneo) è dipinto dal pittore Cristoforo Santanna e raffigura Giuditta ed Oloferne. Ai lati della tela sono presenti due altarini con statue di San Giuseppe e San Gerardo.
Le balaustre sono costruite in marmo. In fondo è presente una scaletta in legno di iroko.

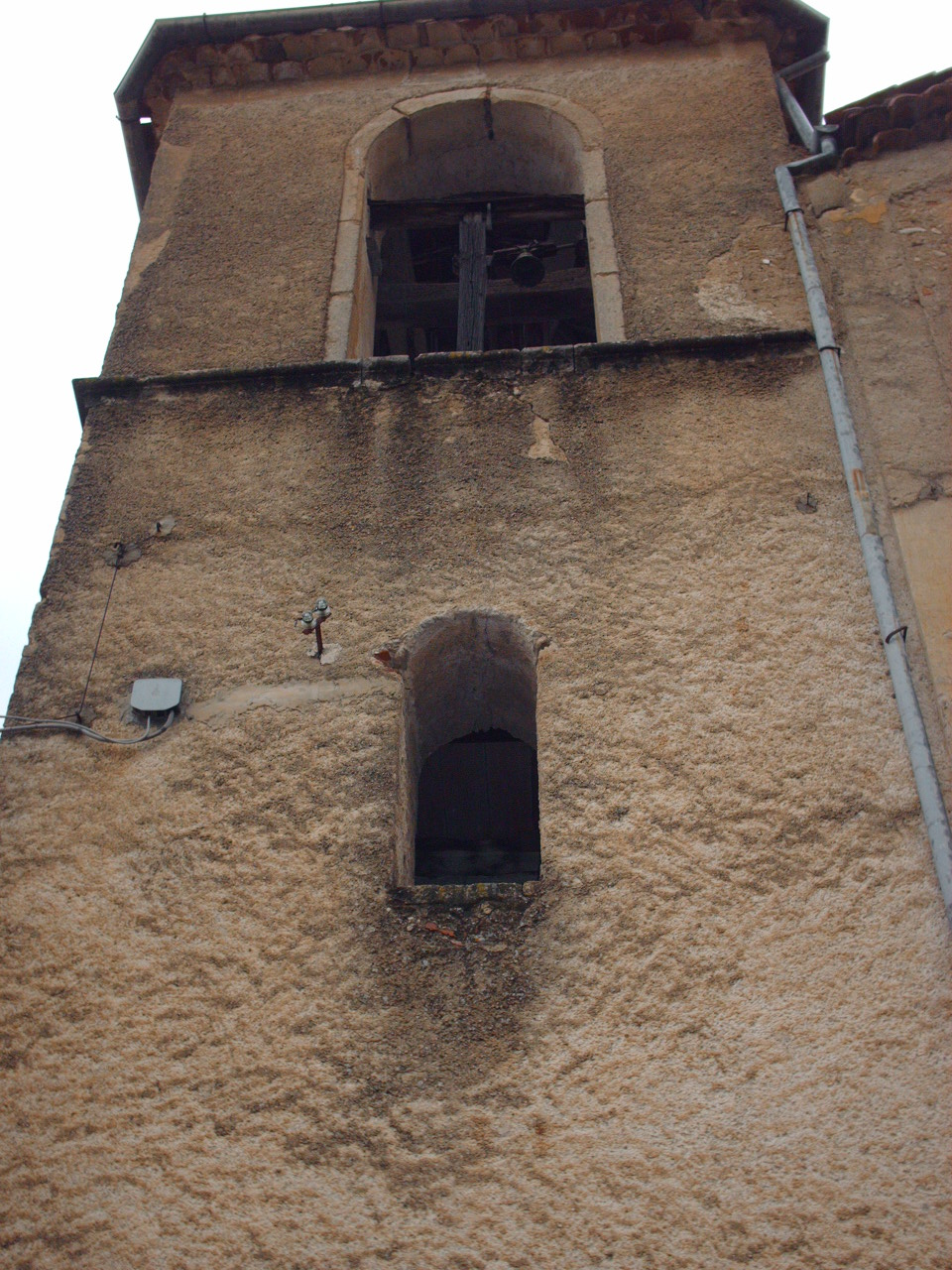
Chiesa di Sant'Andrea

È presente un campanile.

#### Chiesa di Sant'Andrea (Macchia di Spezzano Piccolo)

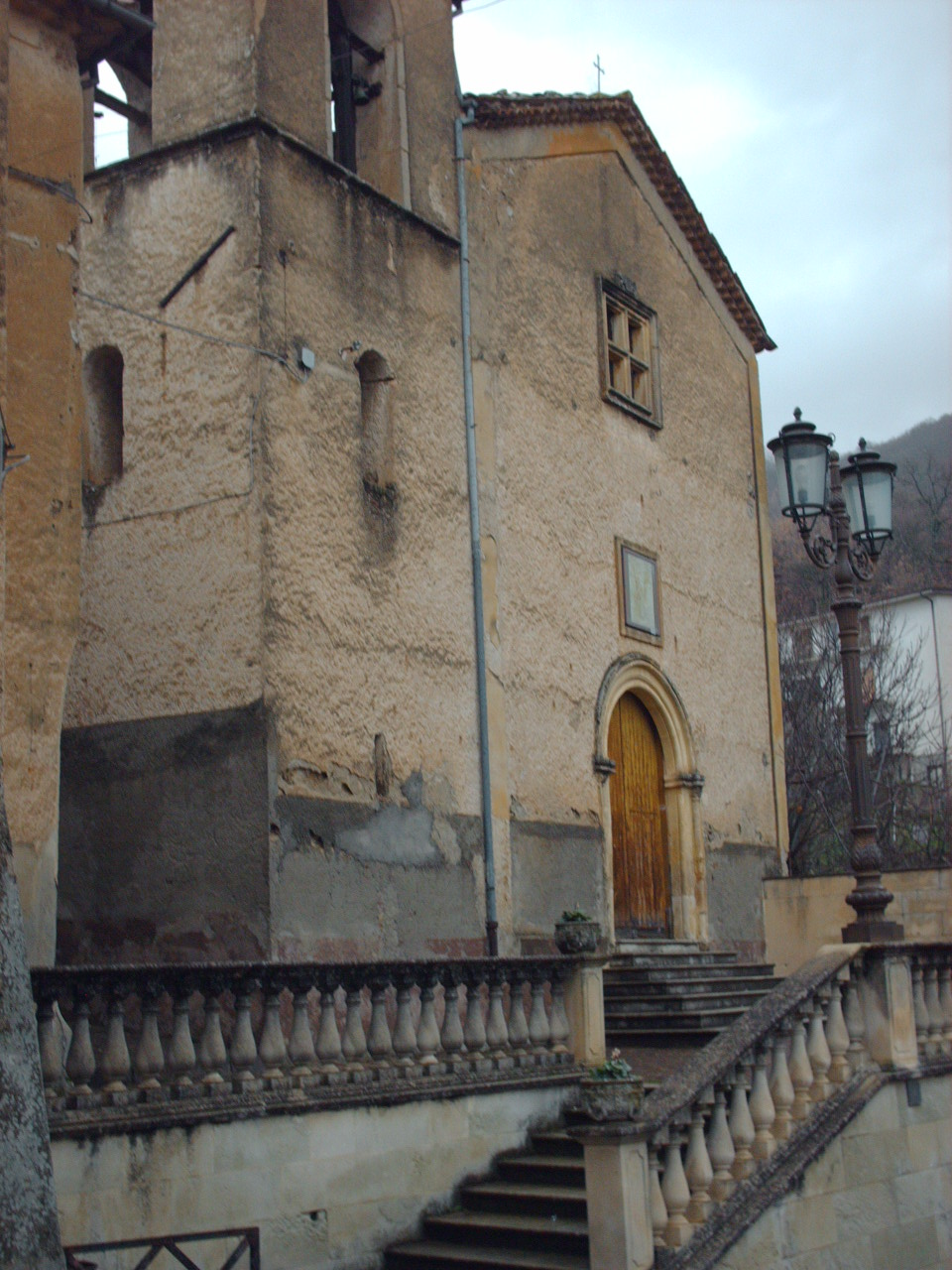
Chiesa di Sant'Andrea

La chiesa di Sant'Andrea è il principale centro religioso di Macchia.
La chiesa è stata costruita nel XIX secolo. 
La facciata (a capanna) è stata restaurata a causa di vari terremoti ma mantiene il portale originario.
Il portale, con arco a tutto sesto, è in tufo con colonne e piccolissimi capitelli. Originariamente, al di sopra del portale, era presente un affresco che oggi è completamente scomparso.
Sul portale è presente una finestra quadrata in pietra scolpita. 
L'interno della chiesa presenta una navata unica, con un altare maggiore fatto in marmo su cui è presente un dipinto di Settimio Tancredi raffigurante la Madonna delle Grazie del 1955, periodo in cui, lo stesso pittore ha ritratto Sant'Andrea.
Originario è anche l'arco trionfale. Sotto una cantoria in legno c'è un battistero litico settecentesco e, vicino all'altare marmoreo, c'è una struttura litica che racchiude una tela sulla quale è dipinta una deposizione, opera di un artista locale sconosciuto.
All'interno della chiesa sono custodite statue ottocentesche in legno, in particolare:
- Sant'Antonio
- Sacro Cuore
- Sant'Andrea
- Madonna delle Grazie (questa apparteneva prima alla piccola chiesetta delle Grazie, costruita di fronte alla chiesa di Sant'Andrea).

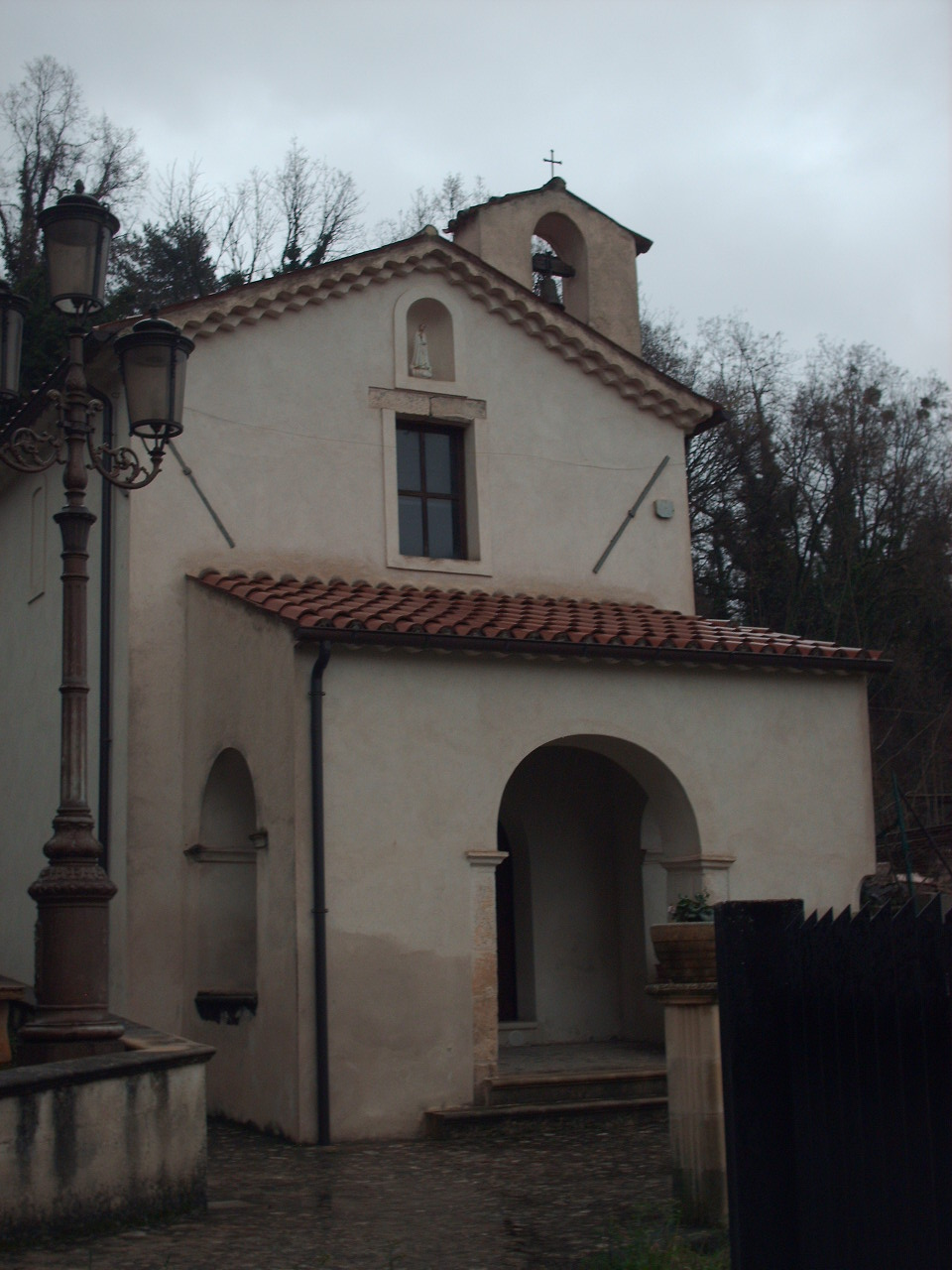
Chiesa della Madonna delle Grazie

Sulla parete destra è presente un crocifisso ligneo.
La torre campanaria adiacente alla chiesa (sul lato destro) è di forma quadrangolare con monofore a tutto sesto, è stata soggetta ad interventi di ristrutturazione tesi a conservare l'aspetto originario.

#### Chiesa della Madonna delle Grazie (Macchia di Spezzano Piccolo)
La piccola chiesa della Madonna delle Grazie si trova a Macchia ed è posta di fronte alla chiesa di Sant'Andrea; viene anche chiamata "La Conicella".
La chiesa della Madonna delle Grazie è una chiesetta rurale, di piccole dimensioni e strutture. È stata sottoposta a restauro. 
La facciata è a campana. L'ingresso della chiesa è preceduto da un piccolo portico con strutture ad archi.
L'interno è ad unica navata e di semplice struttura.

## Società

Territorio dell'ex comune di Spezzano Piccolo all'interno della provincia di Cosenza

### Evoluzione demografica
Abitanti censiti

## Amministrazione
L'ultimo sindaco è stata Stefania Rota, il cui mandato è terminato dopo soli 15 mesi, sfiduciata dalla maggioranza dei consiglieri comunali. Rota era a capo della lista "Futura". Dal 2 settembre 2016 il comune è stato commissariato a causa di gravi disaccordi e le conseguenti dimissioni da parte di un gruppo indipendente non più facente capo alla maggioranza e il gruppo di minoranza.